# Moataz Eno
Pour les articles homonymes, voir Eno (homonymie).
Moataz Eno (arabe : معتز اينو) est un footballeur égyptien né le 9 octobre 1983 au Caire.

## Carrière
- 2003-2007 :  Zamalek SC
- 2007-2012 :  Al Ahly SC
  - jan. 2012-2012 :  Smouha SC(prêt)
- depuis 2012 :  Haras El-Hedood Club

## Palmarès
- Coupe d'Afrique des nations : Coupe d'Afrique des nations 2006
- Ligue des champions de la CAF : 2008
- Championnat d'Égypte : 2008, 2009, 2010 et 2011
- 1 sélection en équipe nationale égyptienne